# Walther Frisch
Walther Frisch (* 15. Juli 1879 in Berlin; † 6. Februar 1966 in Lindau (Bodensee)) war ein deutscher Jurist und Kommunalpolitiker.

## Werdegang
Frisch, ein Sohn des Druckereibesitzers Albert Frisch, schloss sein Studium mit Promotionen in Rechtswissenschaften und Philologie ab. Von 1919 bis 1933 war er Vorstandsmitglied der Dresdner Bank. 1933 wurde er Teilhaber des Bankhauses Gebrüder Arnhold. Ab 1936 lebte er in Lindau. Von 1937 bis 1944 war er Geschäftsführer des Bankhauses Hardy & Co.
Nach Ende des Zweiten Weltkriegs wurde er als Oberbürgermeister von Lindau (Bodensee) eingesetzt und blieb bis 1956 im Amt. Zugleich war er Aufsichtsratsvorsitzender der Preußischen Pfandbrief-Bank. Frisch war zusammen mit Graf Bernadotte wesentlich an der Organisation der ersten Tagung der Nobelpreisträger in Lindau beteiligt.

## Ehrungen
- 1956: Großes Verdienstkreuz der Bundesrepublik Deutschland
- 1958: Ehrenbürger von Lindau (Bodensee)

Walther Frisch besaß den Titel Geheimrat.